# Arthur Lappin
Arthur Lappin ist ein irischer Filmproduzent und betreibt mit Jim Sheridan die Produktionsfirma Hell’s Kitchen.
Nach einer Karriere als Schauspiel- und Tanzdirektor des Irish Arts Council ist er seit 25 Jahren einer der führenden Film- und Bühnenproduzenten in Irland.

Er war Produzent bei fünfzehn Spielfilmen, zwei TV-Serien und mehreren Dokumentarfilmen, auch war er Produzent von über 20 Theaterproduktionen.

Arthur Lappin ist Geschäftsführer der Hell’s Kitchen Produktionsfirma, die er im Jahre 1992 mit Jim Sheridan gegründet hat.

Er war Gründungsvorsitzender des irischen National training body for Film and Television (jetzt Screen Training Ireland).

1994 bis 2002 war er Gründungsvorsitzender des The Ark einem kulturellen Zentrum für Kinder in Dublin.

2005 war er Vorsitzender der Flanders International Film Festival Jury.

Er ist derzeit Vorsitzender des KCLR 96FM.

## Filmografie (Auswahl)
- Bloody Sunday Großbritannien/Irland, 2002
- In America Großbritannien/Irland, 2002
- On the Edge Irland/USA, 2000
- Frauen unter sich (Originaltitel: „Agnes Browne“) USA/Irland, 1999
- 1997: Der Boxer (The Boxer)
- Mütter & Söhne (Originaltitel: „Some mother’s son“) Irland/Großbritannien/USA, 1996